# Łatanice
Łatanice is een plaats in het Poolse district  Buski, woiwodschap Święty Krzyż. De plaats maakt deel uit van de gemeente Wiślica en telt 370 inwoners.